# Tangentová věta

Trojúhelník ABC

V trigonometrii je tangentová věta tvrzení o rovinných trojúhelnících.
Pro každý trojúhelník ABC s vnitřními úhly α, β, γ a protilehlými stranami a, b, c platí:
{\displaystyle {\frac {a-b}{a+b}}={\frac {\mathrm {tg} \,{\frac {\alpha -\beta }{2}}}{\mathrm {tg} \,{\frac {\alpha +\beta }{2}}}}={\mathrm {tg} \,{\frac {\alpha -\beta }{2}}}{\mathrm {tg} \,{\frac {\gamma }{2}}}},
a cyklickou záměnou obdobně
{\displaystyle {\frac {b-c}{b+c}}={\frac {\mathrm {tg} \,{\frac {\beta -\gamma }{2}}}{\mathrm {tg} \,{\frac {\beta +\gamma }{2}}}}={\mathrm {tg} \,{\frac {\beta -\gamma }{2}}}{\mathrm {tg} \,{\frac {\alpha }{2}}}},
{\displaystyle {\frac {c-a}{c+a}}={\frac {\mathrm {tg} \,{\frac {\gamma -\alpha }{2}}}{\mathrm {tg} \,{\frac {\gamma +\alpha }{2}}}}={\mathrm {tg} \,{\frac {\gamma -\alpha }{2}}}{\mathrm {tg} \,{\frac {\beta }{2}}}}.
Je důsledkem sinové věty a v době před počítačkami se s výhodou používala místo kosinové věty.
Tvar s rozdíly v čitateli je vhodnější, protože platí i pro rovnoramenný trojúhelník.